# Edwin Billington
Pour les articles homonymes, voir Billington.
Edwin "Teddy" Billington (né le 14 juillet 1882 à Southampton au Royaume-Uni - mort le 8 août 1966 à Pine Brook aux États-Unis) est un coureur cycliste sur piste américain des années 1900.

## Palmarès
- 1904
  -  Médaillé de bronze en 1 mile aux Jeux olympiques de Saint-Louis
  -  Médaillé de bronze en 1/3 mile aux Jeux olympiques de Saint-Louis
  -  Médaillé de bronze en 1/4 mile aux Jeux olympiques de Saint-Louis
  -  Médaillé d'argent en 1/2 mile aux Jeux olympiques de Saint-Louis